# Lydia Maria Child

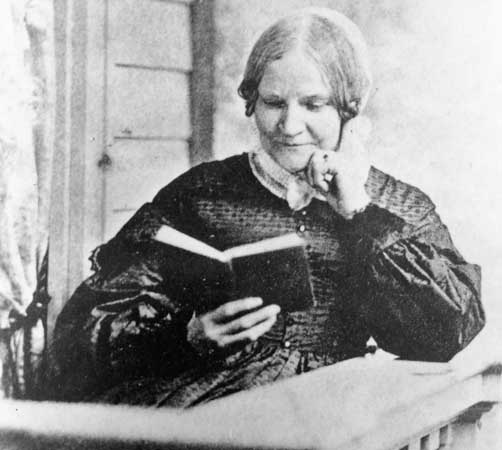
Lydia Maria Child, omkring 1870.

Lydia Maria Child, född 11 februari 1802, död 20 oktober 1880, var en nordamerikansk författare.
Child publicerade en av de första skrifterna till förmån för slavarnas frigivande, An Appeal in Favor of that Class of Americans Called Africans (1833). Tillsammans med sin make utgav hon tidningen National Antislavery Standard (1840-1844) och författade pedagogiska, populärvetenskapliga och skönlitterära skrifter, varav en Qvinnan, såsom maka, mor och husmoder (1864) finns utgiven på svenska.